# Вольный улей
Вольный улей (англ. The Leisure Hive) — первая серия восемнадцатого сезона британского научно-фантастического телесериала «Доктор Кто», состоящая из четырёх эпизодов, которые были показаны в период с 30 августа по 20 сентября 1980 года.

## Сюжет
Доктор и Романа отдыхают на пляже в Брайтоне, но внезапно K-9, погнавшись за мячом, попадает в морскую воду и взрывается. Вскоре герои направляются в Вольный Улей Арголиса, санаторий, построенный выжившими арголианцами после войны с фоамази. Но из-за уменьшения потока туристов Улей почти банкрот, так что агент арголианцев на Земле, Брок, и его адвокат Клаут предлагают продать планету. Но догадывась, что предложение идет от фоамази, Арголис его отклоняет. Но глава правления Морикс вскоре умирает, и его заменяет Мина, заместитель.
На Арголис прибывает учёный Хардин, чтобы помочь Мине и её народу с помощью экспериментов со временем справиться с клеточной деградацией и ускоренным старением, а также стерильностью вследствие войны. Доктора и Роману приставляют ему в помощь, и те узнают, что Хардин подделывал свои работы, однако Романа чувствует, что все может сработать.
Вскоре кто-то убивает Стимсона, финансиста Хардина, и убийство вешают на Доктора. Тем временем Романа и Хардин добиваются успеха, но при испытании рекреационной камеры на Докторе что-то идет не так, и тот стареет на пятьсот лет. Сын Мины, Пангол, требует ограничить передвижения Доктора и Романы по комплексу, но их освобождает Хардин. Вскоре они догадываются: рекреационная камера нужна для создания вещей или людей (англ. recreation - re-creation).
Оказывается, что Пангол проводит эксперименты по созданию новых арголианцев. Тем временем Брок и Клаут доставляют новое предложение от организации под названием Западная Ложа, но Пангол рвет его и сообщает, почему он один молодой арголианец: он единственный был успешно создан в результате эксперимента по спасению арголианцев. Но жажда мести затмила его разум, и после смерти Мины он собирается создать "Новый Арголис" из армии клонов и начать войну с фоамази.
Тем временем Доктор, Романа и Хардин приводят агентов фоамази в Улей к консулу, где оказывается, что Брок и Клаут - фоамази из Западной Ложи, криминальной группировки, которой Арголис нужен как база для операций. Фоамази забирают преступников, но Пангол сбегает вместе с Шлемом Терона, священным символом мира Арголиса. Доктор присоединяет рандомизатор к рекреационной камере, надеясь дестабилизировать её.
Преступники пытаются сбежать на шаттле фоамази, но его уничтожают, а Пангол запускает создание армии клонов. Хардин находит умирающую Мину и кладет её в рекреационную камеру, куда также вбегает и её сын. Те обновляются, Мина молодеет, а Пангол превращается в младенца. Несмотря на возражения Романы, Доктор оставляет рандомизатор на камере, и путешественники отбывают на ТАРДИС.

## Трансляции и отзывы
| Эпизод            | Дата показа      | Продолжительность | Телезрители (в миллионах) |
| ----------------- | ---------------- | ----------------- | ------------------------- |
| «Часть 1»         | 30 августа 1980  | 23:33             | 5,9                       |
| «Часть 2»         | 6 сентября 1980  | 20:45             | 5,0                       |
| «Часть 3»         | 13 сентября 1980 | 21:21             | 5,0                       |
| «Часть 4»         | 20 сентября 1980 | 21:19             | 4,5                       |
| [ 1 ] [ 2 ] [ 3 ] |                  |                   |                           |

## Интересные факты
- В этой серии к озвучке K-9 вновь вернулся Джон Лисон.
- Это первая серия с продюсером сериала Джоном Нэйтан-Тёрнером. По его указаниям сериал сменил формат на более серьёзный, с меньшим количеством юмора. Также были изменены логотип и начальная заставка, а также аранжировка темы сериала, которую создал новый композитор сериала Питер Хауэлл, сменивший Дадли Симпсона.
- Несмотря на то, что в начале серии Доктор снимает рандомизатор с ТАРДИС, Черный Страж не догоняет героев до серии «Мертвец Модрин».